# Lex rei sitae
Lex rei sitae är det gängse internationellt använda juridiska begreppet för att beteckna att den lag, som gäller på den plats där saken som det tvistas om finns, ska tillämpas på tvisten.

## USA
I USA tycks det vara så att domstolar i flera stater hellre väljer den lag där avtalet ingicks, lex loci contractus, än lex rei sitae.

## Spanien
I Spanien gäller lex rei sitae, det vill säga det är lagen där bostaden är belägen, som gäller för bostadslån.

## Ryssland
I Ryssland tillämpas lex rei sitae på all egendom, såväl fast som lös som finns där. Samma lag gäller arv om egendomen finns Ryssland även om ägaren är utländsk medborgare eller har annan religion.

## Direktiv om finansiell säkerhet
Lex rei sitae-regeln, enligt vilken tillämplig lag vid bedömningen av om ett avtal om finansiellt säkerhetsställande är giltigt och kan hävdas mot tredje man skall vara lagen i det land där den finansiella säkerheten är belägen, erkänns numera av alla medlemsstater enligt Europaparlamentets och Europarådets direktiv 2002/47/EG av den 6 juni 2002 om ställande av finansiell säkerhet § 8.

## Förordning om insolvensförfarande
Verkan av ett konkursförfarande på avtal om förvärv av eller nyttjanderätt till fast egendom ska regleras uteslutande av lagen i den medlemsstat inom vars territorium den fasta egendomen är belägen enligt artikel 8 Europarådets förordning (EG) nr 1346/2000 av den 29 maj 2000 om insolvensförfaranden.
Det kan vara svårt att avgöra vilket lands lag som ska tillämpas. Om en tysk köper en bil i Sverige med ägarförbehåll är detta avtal bindande och säljaren kan återta bilen. 

## Ägarförbehåll
Om köparen tar med sig bilen till Tyskland uppstår frågan om ägarförbehållet fortfarande gäller eller om det inte respekteras i Tyskland utan avgöras enligt lex rei sitae det vill säga enligt tysk lag. Tvisten synes icke löst vilket framgår av uppsatsen Två säkerhetsrätter.

## Företagsinteckning
Tveksamhet finns också om en företagsintecknings värde vid utländsk konkurs ska beaktas enligt svensk rätt, lex rei sitae, och behålla sitt värde eller enligt rådets förordning om insolvensförfarande och då inte alls beaktas enligt lex concursus (konkurslandets lag).

## Rekommendation om arv
Europaparlamentet har föreslagit - efter debatt - att lex rei sitae ska tillämpas vid arv enligt resolution med rekommendationer till kommissionen om arv och testamenten (2005/2148 (INI), Rekommendation 8 

## Fotnoter
1. ↑  http://books.google.com/books?id=vOOzAUNeM1wC&pg=PA442&lpg=PA442&dq=Lex+rei+sitae&source=bl&ots=DyFlBNCH0t&sig=jhMefBgz-J1t93U8Rn38hcmBFWk&hl=sv&ei=EY0sSqi4AtSOsAaq36ieDA&sa=X&oi=book_result&ct=result&resnum=5
2. ↑  http://www.ensueco.com/article.961.html
3. ↑  http://www.ivanyanandpartners.ru/eng/press_centre/our_publications/inheritance_law/inheritance_law.html
4. ↑   Se § 8 http://eur-lex.europa.eu/LexUriServ/LexUriServ.do?uri=OJ:L:2002:168:0043:0050:SV:PDF
5. ↑  
Artikel 8 http://eur-lex.europa.eu/LexUriServ/LexUriServ.do?uri=CONSLEG:2000R1346:20070101:SV:PDF
6. ↑  https://lagen.nu/dom/rh/1994:119
7. ↑  
Tina Canerholm Lunds Universitet Två säkerhetsrätter sid 24 http://biblioteket.ehl.lu.se/olle/papers/0001984.pdf
8. ↑  Juridiska fakultetsnämndens vid Lunds Universitet yttrande sid 2 http://www.juridicum.su.se/jurweb/dokument/remisser/Starkareforetagsinteckninganon.pdf
9. ↑  http://www.europarl.europa.eu/sides/getDoc.do?pubRef=-//EP//TEXT+CRE+20061115+ITEM-019+DOC+XML+V0//SV
10. ↑  http://www.europarl.europa.eu/sides/getDoc.do?pubRef=-//EP//TEXT+TA+P6-TA-2006-0496+0+DOC+XML+V0//SV

## Jämför
- Internationell privaträtt